# Lignerolles (Orne)
Lignerolles is een plaats en voormalige gemeente in het Franse departement Orne in de regio Normandië en telt 140 inwoners (1999). De plaats maakt deel uit van het arrondissement Mortagne-au-Perche.

## Geschiedenis
Lignerolles is op 1 januari 2916 gefuseerd met de gemeenten Autheuil, Bivilliers, Bresolettes, Bubertré, Champs, La Poterie-au-Perche, Prépotin, Randonnai en Tourouvre tot de gemeente Tourouvre au Perche. 

## Geografie
De oppervlakte van Lignerolles bedraagt 5,3 km², de bevolkingsdichtheid is 26,4 inwoners per km².
De onderstaande kaart toont de ligging van Lignerolles (Orne) met de belangrijkste infrastructuur en aangrenzende gemeenten.

## Demografie
Onderstaande figuur toont het verloop van het inwonertal (bron: INSEE-tellingen).
Autheuil · Bivilliers · Bresolettes · Bubertré · Champs · Lignerolles · La Poterie-au-Perche · Prépotin · Randonnai · Tourouvre